# 23 Skidoo
23 Skidoo war eine britische Band, die sich im Spannungsfeld zwischen Industrial, experimenteller Musik, Post-Punk und Alternative Rock bewegte. Sie griff in ihrer Musik verschiedenste Vorbilder auf, darunter Trommelmusik aus Burundi und Japan (Taiko, Fela Kuti), den frühen New Yorker Hip-Hop und der Verschmelzung von Industrial, Post-Punk und Funk, wie er sich bei den zeitgenössischen Bands A Certain Ratio, Throbbing Gristle, Cabaret Voltaire, The Pop Group und This Heat findet.

## Geschichte
23 Skidoo wurde im Jahre 1979 von Fritz Catlin, Johnny Turnbull und Sam Mills gegründet und später von Alex Turnbull und Tom Heslop verstärkt.
Ihre erste Single Ethics wurde im Jahre 1980 veröffentlicht, gefolgt von der Single Last Words (produziert von Stephen Mallinder und Richard H. Kirk von Cabaret Voltaire). Das Debütalbum Seven Songs wurde im Jahre 1982 veröffentlicht. Die EP Tearing Up the Plans erschien ohne die Turnbull-Brüder, welche zu der Zeit Indonesien bereisten.
Gitarrist Sam Mills und Sänger Tom Heslop verließen die Band kurz danach. Mit dem Beitritt von Bassist Sketch blieb das Lineup bis zu ihrer Auflösung im Jahre 2003 dasselbe.
Als die Turnbull-Brüder aus Indonesien zurück waren, waren sie von Gamelan beeinflusst und rekrutierten Aswads Horn-Bläser für ihre EP Coup, welche auch Samples aus Apocalypse Now von Francis Ford Coppola enthielt. The Culling Is Coming (1983) und Urban Gamelan (1984) folgten als Nächstes und wurden damals ob ihrer Annäherung an abstrakte Töne kritisiert.
Danach veröffentlichte 23 Skidoo bis zum Jahre 2000 kein neues Material mehr. Nur eine Kompilation, Just Like Everybody, erschien im Jahre 1987.
Im Jahre 1989, als sie ihre Aufmerksamkeit in Richtung Hip-Hop verlagerten, gründeten die Brüder Turnbull das Label „Ronin“ und  veröffentlichten Material von Deckwrecka, Roots Manuva, Rodney P und anderen.
Im Jahre 1991 unterschrieben sie bei Virgin Records und waren durch den Vorschuss in der Lage, ein neues Studio zu bauen.
2000 veröffentlichten sie 23 Skidoo, welche Beiträge von Pharoah Sanders und Roots Manuva enthielt. Dieser folgte im Jahre 2002 eine Zusammenstellung von Singles, The Gospel Comes to New Guinea, und erstmals auf CD, Neuauflagen von Seven Songs und Urban Gamelan.
Die Gruppe wurde im Jahre 2003 von den Turnbull-Brüdern aufgelöst.

## Name
Der Name der Band bezieht sich auf die damals sehr bekannte Redewendung „23 Skidoo“ aus den USA der 1920er Jahre, die in etwa „rasch abhauen“ oder „abhauen, solange es noch gut geht“ bedeutet.

## Diskografie
Alben
- 1982: Seven Songs
- 1983: The Culling Is Coming (featuring David Tibet)
- 1984: Urban Gamelan
- 1987: Just Like Everybody (Kompilation)
- 2000: 23 Skidoo
- 2002: The Gospel Comes to New Guinea (Kompilation)
- 2002: Just Like Everybody Part 2 (Kompilation)